# Carl Großmann
Carl Friedrich Wilhelm Großmann (13. prosince 1863 v Neuruppinu - 5. července 1922 v Berlíně), byl německý sériový vrah. Spáchal sebevraždu, zatímco čekal v cele na popravu.

## Životopis

### Mládí
Carl Großmann se narodil v rodině s osmi dětmi, jeho otec pracoval jako sběrač šrotu. Od roku 1876 byl učedníkem v řeznickém obchodě Ferdinanda Kliefotha. Jeho krvežíznivé myšlenky a poznámky dokonce vyděsily jeho bratra Franze. Roku 1879 byl vyhozen pro sexuální obtěžování Kliefothovy ženy.
V roce 1880 se Großmann přestěhoval do Berlína. Založil si zde malé řeznictví na Alexanderplatz. Později se živil jako žebrák, podomní obchodník a drobný zlodějíček. V roce 1899 byl odsouzen za brutální znásilnění nezletilé dívky. V roce 1913 byl propuštěn a vrátil se zpět do Berlína, kde začal vraždit ve velkém.

### Vrah
Großmann později řekl, že své oběti (prostitutky a ženy bez doprovodu) bral k sobě domů. V poválečném období byla vysoká nezaměstnanost a Großmann jim nabízel práci hospodyně. Své oběti znásilnil, zabil a jejich orgány vyházel na ulice. Jejich maso poté prodával na černém trhu a u vlakového nádraží si otevřel stánek s hotdogy.
Dne 21. srpna 1921 byl Großmann zatčen ve svém bytě v Berlíně poté, co byl slyšet křik a jiné zvuky od sousedů, po němž následovalo ticho. Policisté vtrhli do bytu a chytili Großmanna při činu vedle své poslední oběti Marie Nitcheové a následně mu zabránili spáchat sebevraždu. V kuchyňském sporáku našli ohořelé zbytky lidských rukou. Großmann byl vzat do vazby a obviněn z vraždy 1. stupně. Později se přiznal k ostatním vraždám.
Kolik obětí přesně Großmann zabil, není známo. Za svou poslední vraždu byl odsouzen k trestu smrti, před vykonáním rozsudku se však oběsil v cele.